# Lauren van Oosten
Lauren van Oosten (Canadá, 17 de noviembre de 1978) es una nadadora canadiense retirada especializada en pruebas de estilo braza, donde consiguió ser medallista de bronce mundial en 1998 en los 100 metros estilo braza.

## Carrera deportiva
En el Campeonato Mundial de Natación de 1998 celebrado en Perth (Australia), ganó la medalla de bronce en los 100 metros estilo braza, con un tiempo de 1:08.66 segundos, tras la estadounidense Kristy Kowal (oro con 1:08.42 segundos) y la australiana Helen Denman (plata con 1:08.51 segundos).